# Maafa
Maafa (ou Holocausto africano, Holocausto da escravidão ou Holocausto negro) são neologismos políticos (que se tornaram populares de 1998 pra frente) usados para descrever a história e os efeitos contínuos das atrocidades infligidas ao povo africano, particularmente quando cometidos por não-africanos (europeus e árabes, para ser exato) especificamente no contexto da história da escravidão, incluindo o tráfico árabe de escravos e o comércio atlântico de escravos e dito como "presente até os dias atuais" através do imperialismo, colonialismo e outras formas de opressão. Por examplo, Maulana Karenga (2001) coloca a escravidão no contexto mais amplo do Maafa, sugerindo que seus efeitos excederam a mera perseguição física e marginalização legal: a "destruição da possibilidade de humanidade envolveu a redefinição da humanidade africana para o mundo, envenenando relações passadas, presentes e futuras com outros que nos conhecem através desta estereotipagem, assim danificando as relações verdadeiramente humanas entre os povos."

## História e terminologia
O uso do termo suaíle Maafa ("Grande Desastre") no inglês foi introduzido por Marimba Ani em seu livro de 1998 Let the Circle Be Unbroken: The Implications of African Spirituality in the Diaspora. Vem de um termo em suaíle para "desastre, terrível ocorrência ou grande tragédia". O termo foi popularizado na década de 1990.
Alguns acadêmicos como Maulana Karenga preferem o termo Holocausto africano porque implica intenção.[carece de fontes?] Um problema detectado por Karenga é que a palavra Maafa também pode ser traduzida como "acidente", e na visão de alguns intelectuais o holocausto da escravidão não foi acidental. Ali Mazrui diz que a palavra "holocausto" é um "plágio duplo" já que o termo vem do antigo grego e portanto, embora seja associado com o genocídio de judeus, ninguém pode ter um monopólio sobre o termo. Mazrui diz que "esse empréstimo de mutuários sem atribuição é o que eu chamo de 'plágio duplo'. Mas esse plágio é justificável porque o vocabulário de horrores como genocídio e escravidão não deve estar sujeito a restrições de direitos autorais."
Alguns intelectuais afrocêntricos preferem o termo Maafa em vez de Holocausto africano, porque acreditam que a terminologia indígena africana transmite mais verdadeiramente os eventos. O termo Maafa pode servir "praticamente para o mesmo propósito psicológico cultural para os africanos que a ideia de Holocausto serve para nomear a experiência culturalmente distinta dos judeus sob o nazismo alemão." Outros argumentos a favor de Maafa em vez de Holocausto africano dão ênfase para o fato de que a negação da validade da humanidade africana é um fenômeno secular sem paralelo: "O Maafa é um sistema contínuo, constante e completo de total negação e anulação humana."
Os termos "Comércio Transatlântico de Escravos", "Comércio Atlântico de Escravos" e "Comércio de Escravos" também são considerado por alguns como profundamente problemáticos, porque servem de eufemismos para intensa violência e assassinato. Ao ser referido como um "comércio", este período prolongado de perseguição e sofrimento é apresentado como um dilema comercial, e não como uma atrocidade moral. Tendo o comércio como foco principal, a tragédia mais ampla se torna consignada a um ponto secundário, como mero "dano colateral" de um empreendimento comercial. Outros, porém, acreditam que evitar o termo "comércio" é um ato apologético em favor do capitalismo, absolvendo as estruturas capitalistas de envolvimento na catástrofe humana.